# درآمد (موسیقی ایرانی)
در ردیف موسیقی ایرانی، دستگاه‌ها و آوازها معمولاً با گوشه‌ای به نام «درآمد» آغاز می‌شوند که در آن مُدِ اصلی آن دستگاه یا آواز معرفی می‌شود. اگر چه ادامهٔ اجرای آن دستگاه یا آواز می‌تواند با پرده‌گردانی به دستگاه‌های دیگر همراه باشد اما معمولاً بیشتر گوشه‌ها به نت پایه دستگاه (یا به بیان دیگر، به درآمد) فرود می‌کنند و اجرای آن دستگاه یا آواز در همان فضای درآمد به پایان می‌رسد.

## تاریخچه
تا پیش از تحول مقام به دستگاه اصطلاح «درآمد» در متون و رساله‌های موسیقی به کار نرفته‌است. احتمالاً استفاده از این اصطلاح پس از رایج شدن مفهوم دستگاه کاربرد یافته‌است. در متون قدیم اصطلاحات دیگری برای اشاره به سرآغاز آهنگ به کار می‌رفته (نظیر «سربند» در آثار عبدالقادر مراغه‌ای، «سرخانه» در آثار کوکبی بخارایی، «سراخبار» که در موسیقی تاجیکستان به کار گرفته می‌شود، و اصطلاحات «برداشت» و «مایه» که در موسیقی جمهوری آذربایجان رواج دارد)، اگر چه برخی از این‌ها ممکن است به پیش‌درآمد اشاره داشته باشند. همچنین واژهٔ «قول» یا «برداشت» نیز برای اشاره به قسمتی در ابتدای اجرای موسیقی به کار می‌رفته که معرف گوشهٔ به کار رفته در آن قطعه است، و می‌توان این اصطلاحات را مترادف مفهوم امروزیِ «درآمد» دانست.

## تحلیل ردیف
تقریباً در تمام ردیف‌ها برای هر یک از دستگاه‌ها یک یا چند گوشه به اسم درآمد تعریف می‌شود. این گوشه معمولاً در ابتدای اجرای دستگاه یا در انتهای اجرای گوشه‌های دیگر نواخته می‌شود و نقش آن تأکید بر فضای تونالِ حول و حوش نت پایه دستگاه است. تنها استثنای مهم این قاعده، در آواز دشتی است که در برخی ردیف‌ها درآمد ندارد و با گوشه‌ای به نام «حاجیانی» آغاز می‌شود. درآمد نقش برجسته‌ای در شناخت دستگاه دارد چرا که مُدِ مَبنا را معرفی می‌کند (یعنی مدی که در سراسر اجرای دستگاه از طریق انگاره‌های ملودیکی به نام فرود به آن برگشت داده می‌شود). گوشه‌های آغازین (درآمد) و پایانی (فرود)، مبنای شناسایی و تعیین نام دستگاه‌ها هستند. گوشه‌های دیگر که پس از درآمد می‌آیند معمولاً در یک مد جدید هستند اما در پایان به زمینهٔ درآمد فرود می‌کنند. از همین رو، درآمد بیشتر از آن که معرف دستگاه باشد، معرف مد مبنای دستگاه دانسته می‌شود.
گوشه‌های یک دستگاه را در می‌توان در قالب مسیری بین دو بخش کلی تقسیم کرد: درآمد و اوج. به بیان دیگر، گوشه‌هایی که پس از درآمد اجرا می‌شوند معمولاً در درجات بالاتری اجرا می‌شوند، و به گوشه‌هایی که در بالاترین درجات اجرا می‌شوند «اوج» گفته می‌شود. گوشه‌های اوج معمولاً مهم‌ترین گوشه‌های دستگاه تلقی می‌شوند و با بیشترین تکاپو و پرحرارت اجرا می‌شوند. در آوازها هم همین وضع جاری است. برخی دستگاه‌ها چند گوشه در اوج دارند، مثلاً در ردیف کریمی، برای دستگاه شور چهار گوشه در اوج ذکر شده (شهناز، قرچه، رضوی و بزرگ) و در ردیف میرزاعبدالله برای آواز ابوعطا سه گوشه در اوج ذکر گردیده (سَیَخی، حجاز و بسته‌نگار). همچنین برای بیشتر دستگاه‌ها و آوازها بیشتر از یک درآمد ذکر شده‌است (مثلاً در ردیف‌های مختلف گاهی ۲ یا ۳ درآمد برای آواز بیات ترک ذکر شده‌است).
درآمد معمولاً با وزن آزاد اجرا می‌شود اما گاهی به قالب موزون در می‌آید (مثلاً درآمد سوم دستگاه شور در وزن کرشمه اجرا می‌شود). اجرای درآمد معمولاً آهسته است و گسترهٔ صوتی آن معمولاً تنها به چند نت محدود می‌شود. در اجراهای آوازی، درآمد معمولاً با شعر همراه نیست.
برای برخی درآمدها نام‌های خاص به کار می‌رود. مثلاً در آواز دشتی گاهی از گوشهٔ «محمدصادق‌خانی» با نام «درآمد محمدصادق‌خانی» یاد می‌شود، یا درآمد دوم دستگاه راست‌پنج‌گاه را «زنگ شتر» هم نامیده‌اند. همچنین برای برخی گوشه‌ها نیز درآمد یافت می‌شود نظیر «درآمد زابل» یا «درآمد شوشتری».